# フォワード (アイスホッケー)
アイスホッケーにおけるフォワード（Forward）とは、ポジションのうち相手チームに向かって最前列に位置する3つのものの総称である。（これに対しフォワードに該当しないポジションとしてディフェンス及びゴールキーパーがある。）
3つのポジションとは、中央に位置するセンター（Centre, Center）、センターを挟んで配置される左右2枚のウイング（Wing）、左ウイング（Left Wing）と右ウイング（Right Wing）のことで、これらのポジションは報道や記録などでは順に、C 、LW 、RW と略記される場合もある。
このフォワード3人の組み合わせを“ライン（lines）”と呼ぶ。
アイスホッケーは体力の消耗が激しい競技であるため、試合においては1チームでフォワードを4組編成し、概ね1分程度で組を順繰りに交替出場させる。（これに対し、ディフェンスは2人1組のラインを3組作るのが通常。）
試合に出場するアイスホッケー選手は、ゴールキーパーを除けば、攻撃、守備のどちらかのみに専心すればよいというものではない。パックをどちら側のチームが保持しているかに応じて、めまぐるしく攻守の役割が変転するのが常態である。しかし、パックを自チームが保持している場合には、相手ゴールにより近いフォワードが得点の主役を果すことが多い。
フォワード選手のうち身体の大きさに恵まれ、かつリンクにおいて相手陣コーナーでのパックの奪い合いに高い技量を見せる選手は、俗にパワーフォワードと呼ばれることもある。

## センター
3人のフォワードの真ん中に位置する選手。元々はセンターフォワード（Centerforward）と呼ばれていた。
センターは一般的にはリンクの中央部をプレー領域とし、攻撃の起点となることが多い。例えば、試合開始時や反則でゲームが止められたときなどに行われるフェイスオフを行うのも一義的にはセンターの役割である。このフェイスオフは、相互のセンターが静止して向き合い、審判が落下させるパックをスティックで奪い合い自分のチームに有利な状況を作り出す行為である。
フォワードは主として攻撃を担うが、その中でもセンターは自身の得点能力の高さとともに、ウイングに得点してもらうためのお膳立て、すなわちアシストを行う能力をもあわせて求められることが多く、チームの大黒柱の役割を果す。
NHLのウェイン・グレツキー、マリオ・ルミューなど、センターがチームを代表するスター選手である場合が多い。

## ウイング
左右のウイングは、一般的にはリンクの周縁部をプレー領域とする。センターと対比すると、アシスト能力や守備能力の高さよりもゴール前での得点感覚に優れた選手がこのポジションを務めることが多い。
NHLのモーリス・リシャールをはじめ、ポイントゲッターとしてアイスホッケーの歴史に名を残す選手が多い。